# Бармин, Игорь Владимирович
Игорь Владимирович Бармин (род. 1943) — специалист в области машиностроения, член-корреспондент РАН (2008). Лауреат Государственной премии СССР и Государственной премии РФ. Сын В. П. Бармина (1909—1993) — академика, конструктора в области ракетостроения.

## Биография
Родился 12 января 1943 года в Москве.
В 1960 году — окончил среднюю школу с золотой медалью, затем работал фрезеровщиком на 1-м Государственном подшипниковом заводе и одновременно учился в Московском высшем техническом училище имени Н. Э. Баумана, которое с отличием окончил в 1966 году, специализировался на кафедре двигателей.
С 1966 по 1974 годы — работал в НПО «Энергомаш».
С 1974 года — работает в Конструкторском бюро (КБ) общего машиностроения имени В. П. Бармина, где прошёл путь от ведущего инженера до Генерального директора — генерального конструктора (с 1993 года).
В 1990 году — защитил докторскую диссертацию, в 1991 году — было присвоено учёное звание профессора.
С 1982 года — заведующий кафедрой «Стартовые ракетные комплексы» в МГТУ имени Н. Э. Баумана, ведёт дисциплины: «Основы технической эксплуатации стартовых комплексов», «Эксплуатация пусковых установок и стартовых сооружений».
В 2008 году — избран членом-корреспондентом РАН.

## Научная деятельность
Специалист в области космического машиностроения.
Руководил работами по созданию долговременной лунной базы «Звезда», её отдельных систем и научного оборудования для исследования Луны и планет Солнечной системы, а также работами по созданию грунтозаборных устройств для исследования поверхности Луны и Венеры и технологического оборудования для получения материалов в условиях микротяжести.
- член объединенного научного совета РАН по комплексной проблеме «Машиностроение», член НТС «Роскосмоса»;
- член редколлегии журналов «Полёт» и «Авиационная техника и технологии», входил в состав редакционной коллегии журнала «Вопросы истории естествознания и техники» (ВИЕТ);
- член межведомственной экспертной комиссии по космосу;
- член экспертного совета ВАК, член нескольких Советов Главных конструкторов.

Автор свыше 300 научных трудов.
Действительный член Международной и Российской инженерных академий и Международной академии астронавтики; Президент Российской академии космонавтики имени К. Э. Циолковского (с 2011 года).
- Проблемы космического производства. М, Машиностроение, 1980 г. (в соавторстве);
- Оборудование космического производства. М, Машиностроение, 1988 г. (в соавторстве);
- Технологические установки для получения материалов в условиях микрогяжести (учебное пособие). М, Издательство МГТУ имени Н. Э. Баумана, 1993 г.;
- На Земле и в Космосе. М, Полиграфикс-РПК, 2001 г. (в соавторстве);
- Технологические объекты наземной инфраструктуры ракетно-космической техники (инженерное пособие). Книга 1. М, Полиграфикс-РПК, 2005 г. (в соавторстве);
- Технологические объекты наземной инфраструктуры ракетно-космической техники (инженерное пособие). Книга 2. М, Полиграфикс-РПК, 2006 г. (в соавторстве);
- Сжиженный природный газ вчера, сегодня, завтра. М, Издательство МГТУ имени Н. Э. Баумана, 2009 г. (в соавторстве с И. Д. Кунисом).

## Награды
- Государственная премия СССР
- Государственная премия Российской Федерации
- Премия Правительства Российской Федерации имени Ю. А. Гагарина в области космической деятельности (в составе группы, за 2016 год) — за реализацию проекта «Союз в Гвианском космическом центре»[4]
- Орден Гагарина (2024)[5]
- Орден «Знак Почёта»
- Заслуженный деятель науки Российской Федерации (1996)[6]
- Заслуженный создатель космической техники